# Дискографија Мадоне
Дискографија америчке поп певачице Мадоне састоји се од четрнаест студијских албума, пет компилација, два live албума и бројних синглова.

## Успех
Мадона је издала 12 албума који су постали мултиплатинасти у САД, и то су: Madonna (1983), Like a Virgin (1984), True Blue (1987), Like a Prayer (1989), I'm Breathless (1990), The Immaculate Collection (1990), Erotica (1992), Bedtime Stories (1994), Something to Remember (1995), Evita (1996), Ray of Light (1998) и Music (2000), који су укупно продати у око 170 милиона примерака, од којих је 58 милиона продато у САД. Ако гледамо све албуме, продати су у око 200 милиона примерака, са 63 милиона у САД. Мадона је међу ретким извођачима који су продали више од 100 милиона албума ван САД.

## Албуми
Издања која следе представљају албуме на којима све песме или њихову већину изводи Мадона. На пример, албуми Who's That Girl и Evita, иако садрже и друге извођаче, рачунају се у „Мадона албуме“, према Warner Bros. и Billboard 200 топ-листи. Мадона је имала интернационалне хитова на буквално сваком континенту - у Северној Америци (САД и Канада), Јужној Америци (Аргентина и Бразил), Европи (УК, Немачка, Француска, Италија, Шпанија и Скандинавија), Азији (Јапан и Тајван), Океанији (Аустралија и Нови Зеланд) и Африци (Јужноафричка република). Говорећи према продаји албума, Мадона је један од најуспешнијих женских извођача свих времена.
Следи приказ свих Мадониних издатих албума и њихових највиших позиција на листама у следећим државама: САД , Уједињено Краљевство , Немачка , Швајцарска , Аустрија , Француска , Канада , Аустралија , Италија .

### Студијски албуми
| Година | Наслов | Највиша позиција на листи | Највиша позиција на листи | Највиша позиција на листи | Највиша позиција на листи | Највиша позиција на листи | Највиша позиција на листи | Највиша позиција на листи | Највиша позиција на листи | Највиша позиција на листи | Продаја/Сертификација                                                                                                  |
| Година | Наслов | Сједињене Америчке Државе | Уједињено Краљевство      | Њемачка                   | Швајцарска                | Аустрија                  | Француска                 | Канада                    | Аустралија                | Италија                   | Продаја/Сертификација                                                                                                  |
| ------ | --- | ------------------------- | ------------------------- | ------------------------- | ------------------------- | ------------------------- | ------------------------- | ------------------------- | ------------------------- | ------------------------- | --- |
| 1983   | - Први студијски албум - 27. јул 1983. - Формати: винил, , касета                                                         | 8                         | 6                         | 28                        | –                         | 15                        | 8                         | 19                        | 10                        | 8                         | Продато примерака: 8 милиона Продаја : 5,1 милиона - 5× платинаст (3. октобар 2000) Недеља на листи: 168               |
| 1984   | - Други студијски албум - 12. новембар 1984. - Формати: винил, , касета                                                   | 1                         | 1                         | 1                         | 3                         | 3                         | 2                         | 3                         | 2                         | 1                         | Продато примерака: 19 милиона Продаја : 10,2 милиона - 10× платинаст (Дијамантски) (21. мај 1998) Недеља на листи: 108 |
| 1986   | - Трећи студијски албум - 30. јун 1986. - Формати: винил, , касета                                                        | 1                         | 1                         | 1                         | 1                         | 2                         | 1                         | 1                         | 1                         | 1                         | Продато примерака: 20 милиона Продаја : 8 милиона - 8× платинаст (мај 1995) Недеља на листи: 82                        |
| 1989   | - Четврти студијски албум - 21. март 1989. - Формати: винил, , касета, ограничено издање са дугом кутијом                 | 1                         | 1                         | 1                         | 1                         | 1                         | 1                         | 1                         | 2                         | 1                         | Продато примерака: 11 милиона Продаја : 4,2 милиона - 4× платинаст (16. јул 1997) Недеља на листи: 77                  |
| 1992   | - 5. студијски албум - 20. октобар 1992. - Формати: винил, , касета,                                                      | 2                         | 2                         | 5                         | 4                         | 5                         | 1                         | 3                         | 1                         | 2                         | Продато примерака: 5 милиона Продаја : 2,1 милиона - 2× платинаст (6. јануар 1993) Недеља на листи: 53                 |
| 1994   | - Шести студијски албум - 25. октобар 1994. - Формати: винил, , касета, специјално издање - сатенасти дигипак             | 3                         | 2                         | 4                         | 4                         | 7                         | 2                         | 2                         | 1                         | 2                         | Продато примерака: 7 милиона Продаја : 2,8 милиона - 3× платинаст (21. новембар 2005) Недеља на листи: 48              |
| 1998   | - Седми студијски албум - 3. март 1998. - Формати: винил, , касета, , ограничено CD издање - холограмски дигипак          | 2                         | 1                         | 1                         | 1                         | 2                         | 2                         | 1                         | 1                         | 1                         | Продато примерака: 14 милиона Продаја : 4,3 милиона (Soundscan + BMG Music) 4× платинаст (11. децембар 1998) Недеља на листи: 78         |
| 2000   | - Осми студијски албум - 19. септембар 2000. - Формати: винил, , касета, , ограничено издање - дигипак, специјално издање | 1                         | 1                         | 1                         | 1                         | 1                         | 1                         | 1                         | 2                         | 1                         | Продато примерака: 10 милиона Продаја : 3 million - 3× платинаст (21. новембар 2005) Недеља на листи: 55               |
| 2003   | - Девети студијски албум - 22. април 2003. - Формати: винил, , касета, ограничено издање -                                | 1                         | 1                         | 1                         | 1                         | 1                         | 1                         | 1                         | 3                         | 1                         | Продато примерака: 5 милиона Продаја : 0,7 милиона (Billboard) - Платинаст (7. јул 2003) Недеља на листи: 14                    |
| 2005   | - Десети студијски албум - 15. новембар 2005. - Формати: винил, , касета (Азија), дигитални даунлоуд, ограничено издање   | 1                         | 1                         | 1                         | 1                         | 1                         | 1                         | 1                         | 1                         | 1                         | Продато примерака: 8,5 милиона Продаја : 1,7 милиона - Платинаст (14. децембар 2005) Недеља на листи: 37               |
| 2008   | Hard Candy - Једанаести студијски албум - 29. април 2008. - Формати:                                                      | 1                         | 1                         | 1                         | 1                         | 1                         | 1                         | 1                         | 1                         | 1                         | Продато примерака: 4 милиона Платинаст                                                                                 |
| 2012   | MDNA - Дванаести студијски албум - 23. март 2012. - Формати:                                                              | 1                         | 1                         | 3                         | 2                         | 3                         | 2                         | 1                         | 1                         | 1                         | Продато примерака: 2 милиона Златни                                                                                    |
| 2015   | Rebel Heart - Тринаести студијски албум - 6. март 2015. - Формати:                                                        | 2                         | 2                         | 1                         | 1                         | 1                         | 3                         | 1                         | 1                         | 1                         | Продато примерака: 1 милион                                                                                            |
| 2019   | Madame X - Четрнаести студијски албум - 14. јун 2019. - Формати: CD, винил, касета                                          | 1                         | 2                         | 5                         | 2                         | 4                         | 4                         | 2                         | 2                         | 2                         | Продато примерака: |

##### Специјална издања
- (1985) - реиздање албума Madonna које је издато ван САД.
- (1985) - реиздање албума ван САД, са бонус песмом Into the Groove.
- (1994) - специјално дигипак сатенско издање са другачијим омотом
- (1998) - ограничено холографско дигипак издање са другачијим дизајном
- (2000) - ограничено платнено издање са бронзаном Music копчом, доступно у 4 различите боје
- (2001) - ограничено издање у виду дуплог CD-а, са ремиксима и спотом за What It Feels like for a Girl. Издато је 2001. ради промоције .
- (2001) - ремастеризована верзија са оригиналним омотом и бонус ремиксима
- (2001) - ремастеризована верзија са оригиналним омотом и бонус ремиксима
- (2001) - ремастеризована верзија са оригиналним омотом и бонус ремиксима
- (2003) - ограничено издање са постером и печатима
- (2005) - ограничено издање, које садржи бонус песму Fighting Spirit, књижицу са фотографијама, једномесечну чланарину фан клуба ICON, као и празно блокче.
- (2006) - Специјално јапанско CD/DVD издање, које је садржало спотове и making of спотова Hung Up и Sorry. Издато 2006. ради промоције .

### Компилације
| Година | Наслов                                                                                              | Највиша позиција на листи | Највиша позиција на листи | Највиша позиција на листи | Највиша позиција на листи | Највиша позиција на листи | Највиша позиција на листи | Највиша позиција на листи | Највиша позиција на листи | Највиша позиција на листи | Продаја/Сертификација |
| Година | Наслов                                                                                              | Сједињене Америчке Државе | Уједињено Краљевство      | Њемачка                   | Швајцарска                | Аустрија                  | Француска                 | Канада                    | Аустралија                | Италија                   | Продаја/Сертификација |
| ------ | --------------------------------------------------------------------------------------------------- | ------------------------- | ------------------------- | ------------------------- | ------------------------- | ------------------------- | ------------------------- | ------------------------- | ------------------------- | ------------------------- | --- |
| 1987   | - Ремикс компилација - 17. новембар 1987. - Формати: винил, , касета                                | 14                        | 5                         | 13                        | 11                        | 13                        | 2                         | 1                         | 13                        | 1                         | Продато примерака: 5 милиона Продаја : 1,7 милиона - Платинаст (20. јануар 1988) Недеља на листи: 22                       |
| 1990   | - Компилација највећих хитова - 9. новембар 1990. - Формати: винил, , касета, MD, DCC, ограничено издање | 2                         | 1                         | 10                        | 3                         | 6                         | 2                         | 1                         | 1                         | 2                         | Продато примерака: 22 милиона Продаја : 10 милиона + - 10× Платинаст (Дијамантски) (11. октобар 2001) Недеља на листи: 141 |
| 1995   | - Компилација балада - 7. новембар 1995. - Формати: винил, , касета                                 | 6                         | 3                         | 2                         | 7                         | 1                         | 3                         | 4                         | 1                         | 1                         | Продато примерака: 8 милиона Продаја : 3 милиона - 3× Платинаст (3. октобар 2000) Недеља на листи: 34                      |
| 2001   | - Друга компилација највећих хитова - 13. новембар 2001. - Формати: CD, касета, ограничено издање     | 7                         | 2                         | 3                         | 3                         | 1                         | 2                         | 11                        | 3                         | 7                         | Продато примерака: 7 милиона Продаја : 1,4 милиона - Платинаст (12. децембар 2001) Недеља на листи: 18                     |
| 2003   | 2 - Ремикс ЕП/Компилација - 25. новембар 2003. - Формати:                                           | 115                       | –                         | –                         | 80                        | –                         | –                         | –                         | –                         | 2                         | Продато примерака: 1 милиона Недеља на листи: 1                                                                            |
| 2009   | - Трећа компилација највећих хитова - 18. септембар 2009. - Формати:                                | 7                         | 1                         | 1                         | 3                         | 4                         | 1                         | 1                         | 6                         | 1                         | Продато примерака: 4 милиона Златни                                                                                        |

##### Друге Мадонине компилације
- (1985) - Компилација за коју су планови касније одбачени. Постоји само јапанско издање у виду касете. Садржало је 12" миксеве песама Dress You Up, Angel, Lucky Star, Material Girl, Borderline и Like a Virgin, као и две песме у оригиналној верзији, Into the Groove и Ain't No Big Deal.
- (1987) - промо едит верзија истоимене ремикс компилације.
- (1989) - Јапански мини ремикс албум који садржи ремиксе песама Like a Prayer и Express Yourself, као и другачији омот.
- (1989) - Јапанска колекција највећих хитова издата у септембру 1989. само за ди-џејеве и ретке продавце. Реиздата је 1990. године са песмама Vogue и Keep It Together и преименована у Madonna 1983 - 1990.
- (1991) - ограничено издање макси сингла за Уједињено Краљевство, како би пропратило реиздање сингла Holiday на том тржишту, садржи три сингла која нису укључена на The Immaculate Collection: True Blue, Who's That Girl и Causing A Commotion.
- (1991) - ограничени бокс сет албума The Immaculate Collection који је био у CD/видео или MC/видео варијанти, заједно а постером и картицама.
- (1996) - Јапански бокс сет издат децембра 1996. који је садржао 40 посебних 3" синглова са посебним омотима. Садржао је СВЕ Мадонине синглове од Burning Up до One More Chance. Сви дискови садрже по две песме, осим You'll See и One More Chance, који садрже три песме.
- (2000) - Аустралијски  бокс сет издат у јуну 2000. године, и садржао је оригинална издања албума Madonna, Like a Virgin и True Blue.
- & Something to Remember (2001) - Аустралијски  бокс сет издат како би промовисао Drowned World Tour.
- (2001) - промо ремикс компилација која је изашла како би промовисала
- (2006) - ограничена винил ремикс компилација која је пропратила
- (2006) - промотивни бокс сет издат од стране Warner Music UK, изашао је у само 100 примерака ради поклона и добротворних акција, како би се прославио Мадонин 48. рођендан 16. августа 2006. Садржи СВАКИ комерцијално доступан Мадонин албум од Madonna до Confessions on a Dance Floor, с тим што изузима саундтрекове за филмове Who's That Girl и Evita.

### албуми
| Година | Наслов                                                                 | Највиша позиција на листи | Највиша позиција на листи | Највиша позиција на листи | Највиша позиција на листи | Највиша позиција на листи | Највиша позиција на листи | Највиша позиција на листи | Највиша позиција на листи | Највиша позиција на листи | Продаја/Сертификација        |
| Година | Наслов                                                                 | Сједињене Америчке Државе | Уједињено Краљевство      | Њемачка                   | Швајцарска                | Аустрија                  | Француска                 | Канада                    | Аустралија                | Италија                   | Продаја/Сертификација        |
| ------ | ---------------------------------------------------------------------- | ------------------------- | ------------------------- | ------------------------- | ------------------------- | ------------------------- | ------------------------- | ------------------------- | ------------------------- | ------------------------- | ---------------------------- |
| 2006   | - албум - 20. јун 2006. - , , дигитални даунлоуд                       | 33                        | 18                        | 8                         | 7                         | 12                        | 8                         | 4                         | 1                         | 1                         | Продато примерака: 1 милиона |
| 2007   | - Други албум - 30. јануар 2007. - Формати: , , дигитални даунлоуд     | 15                        | 7                         | 2                         | 2                         | –                         | 2                         | 2                         | 1                         | 1                         |                              |
| 2010   | - Трећи албум - 30. март 2010. - Формати: , , дигитални даунлоуд       | 10                        | 17                        | 11                        | 5                         | –                         | 6                         | 3                         | –                         | 2                         |                              |
| 2013   | - Четврти албум - 9. септембар 2013. - Формати: , , дигитални даунлоуд | 90                        | 55                        | –                         | –                         | –                         | 6                         | –                         | –                         | 2                         |                              |
| 2017   | - Пети албум - 15. септембар 2017. - Формати: , , дигитални даунлоуд   | –                         | 42                        | 8                         | 30                        | –                         | 20                        | –                         | 20                        | 4                         |                              |

##### Другиснимци
- Књига која је пропратила The Girlie Show из 1994. године садржала је ЕП са три песме изведене уживо на турнеји у Аустралији: Like a Virgin, Why's It So Hard и In This Life.
- (1994) - европски макси сингл је садржао и уживо изведену песму Why's It So Hard са турнеје The Girlie Show. Прва издања сингла наводила су као live песму In This Life, што је грешка која је исправљена у каснијим издањима. Данас су ови примерци колекционарски.
- (1995) - САД макси сингл садржао је live верзију песме Live to Tell смимљену 1987. године током Who's That Girl турнеје.
- (1995) - УК сингл садржао је live верзије песама Live to Tell са Who's That Girl турнеје, која је скраћена, и Why's It So Hard са The Girlie Show турнеје.
- (2003) садржи снимак са неславног наступа на МТВ Видео музичким наградама 2003. са Бритни Спирс, Кристином Агилером и Миси Елиот, под називом  /
- (2005) - добротворни даунлоуд сингл сниман уживо за Tsunami Aid: A Concert of Hope, који је био светски дограђај организован због жртава цунамија 2004. године.
- (2007) - промотивни радио сингл са албума .
- (2007) - промотивни радио сингл са албума .
- (2007) - live верзија снимљена током Live Earth концерта и касније се нашла на његовом CD издању, док је La Isla Bonita / Lela Pala Tute са Gogol Bordello укључена на DVD.

### Саундтрекови
| Година | Наслов                                                                | Највиша позиција на листи | Највиша позиција на листи | Највиша позиција на листи | Највиша позиција на листи | Највиша позиција на листи | Највиша позиција на листи | Највиша позиција на листи | Највиша позиција на листи | Највиша позиција на листи | Продаја/Сертификација                                                                                  |
| Година | Наслов                                                                | Сједињене Америчке Државе | Уједињено Краљевство      | Њемачка                   | Швајцарска                | Аустрија                  | Француска                 | Канада                    | Аустралија                | Италија                   | Продаја/Сертификација                                                                                  |
| ------ | --------------------------------------------------------------------- | ------------------------- | ------------------------- | ------------------------- | ------------------------- | ------------------------- | ------------------------- | ------------------------- | ------------------------- | ------------------------- | --- |
| 1987   | - Саундтрек - 21. јул 1987. - Формати: винил, , касета                | 7                         | 4                         | 1                         | 4                         | 5                         | 2                         | 6                         | 24                        | 2                         | Продато примерака: 5 милиона Продаја : 1,3 милиона - Платинаст (29. септембар 1987) Недеља на лсти: 28 |
| 1990   | - Саундтрек - 22. мај 1990. - Формати: Vinyl, CD, cassette            | 2                         | 2                         | 1                         | 3                         | 5                         | 3                         | 2                         | 1                         | 2                         | Продато примерака: 5 милиона Продаја : 2,2 милиона - 2× платинаст (30. јул 1990) Недеља на листи: 25   |
| 1996   | 1 - Саундтрек - 12. новембар 1996. - Формати: винил, дупли CD, , касета | 2                         | 1                         | 2                         | 1                         | 1                         | 2                         | 5                         | 5                         | 2                         | Продато примерака: 11 милиона Продаја : 5 милиона 5× платинаст (29. март 1999) Недеља на листи: 30     |

##### Други саундтрекови са Мадониним песмама
| Година | Филм            | Песма                    |
| ------ | --------------- | ------------------------ |
| 1985   |                 | и                        |
| 1992   |                 |                          |
| 1994   |                 |                          |
| 1995   |                 | (песма коју чита Мадона) |
| 1999   |                 |                          |
|        |                 |                          |
| 2000   |                 |                          |
|        | и               |                          |
|        |                 |                          |
| 2002   |                 |                          |
| 2004   |                 |                          |
| 2006   | Ђаво носи Праду | и                        |

### Статистике свих албума
|               | Сједињене Америчке Државе | Уједињено Краљевство | Њемачка | Швајцарска | Аустрија | Француска | Мексико | Канада | Аустралија | Италија |
| ------------- | ------------------------- | -------------------- | ------- | ---------- | -------- | --------- | ------- | ------ | ---------- | ------- |
| #1 албума     | 6                         | 9                    | 9       | 7          | 7        | 6         | 9       | 7      | 8          | 10      |
| Топ 10 албума | 16                        | 19                   | 17      | 17         | 15       | 19        | 17      | 17     | 16         | 20      |

Футноте:
1Evita је била доступна у два облика: 2-CD за САД и 1-CD за остатак света.
2Remixed & Revisited - Овај ЕП у многим земљама није могао да уђе на званичне листе, а и био је у огрениченом тиражу.
3Confessions on a Dance Floor је достигао #1 у 29 земаља широм света.
Албума продато широм света
Тренутно не постоје званични подаци о укупном броју албума који је Мадона продала широм света.
- Мадона је продала више од 200 милиона албума до 2005., према Warner Bros-овој изјави пре изласка албума .[14] Ово је потврдио и IFPI.[15]
- Осам милиона примерака албума Confessions on a Dance Floor према Warner Bros.[13]
- Милион примерака албума
- 1,2 милиона примерака албума

Продаја албума у САД
- Мадона је добила 63 платинаста диска од стране RIAA и продала више од 66 милиона албума у САД[16][17][18]

## Синглови
Следи листа свих регуларно издатих синглова и њихових позиција на листама респективно на United World Chart (UWC), Billboard Hot Dance Music/Club Play   и   (Hot 100) - САД, UK Singles Chart  - Уједињено Краљевство, Eurochart Hot 100 Singles  - Европска унија, Canadian Singles Chart  - Канада, Oricon  - Јапан, ARIA Charts - Аустралија ,  , у Швајцарској , Аустрији , Француској    - Ирска, и Пољска , закључно са светским продајама (Продаја).
Напомена:Наведена су само највећа светска музичка тржишта.

### Синглови
| Година    | Наслов                       | Албум           | Највиша позиција на листи | Највиша позиција на листи | Највиша позиција на листи | Највиша позиција на листи | Највиша позиција на листи | Највиша позиција на листи | Највиша позиција на листи | Највиша позиција на листи | Највиша позиција на листи | Највиша позиција на листи | Највиша позиција на листи | Највиша позиција на листи | Највиша позиција на листи | Највиша позиција на листи                   | Продаја/Бодови                 |
| Година    | Наслов                       | Албум           |                           | Сједињене Америчке Државе | Сједињене Америчке Државе | Уједињено Краљевство      | Европска унија            | Канада                    | Јапан                     | Аустралија                | Њемачка                   | Швајцарска                | Аустрија                  | Француска                 | Република Ирска           | Пољска                                      | Продаја/Бодови                 |
| --------- | ---------------------------- | --------------- | ------------------------- | ------------------------- | ------------------------- | ------------------------- | ------------------------- | ------------------------- | ------------------------- | ------------------------- | ------------------------- | ------------------------- | ------------------------- | ------------------------- | ------------------------- | ------------------------------------------- | ------------------------------ |
| 1982      | 1                            |                 | –                         | 3                         | 107                       | –                         | –                         | –                         | –                         | –                         | –                         | –                         | –                         | –                         | –                         | –                                           | 0,5 милиона                    |
| 1983      | 2                            | –               | 3                         | –                         | –                         | –                         | –                         | –                         | 13                        | –                         | –                         | –                         | –                         | –                         | –                         | 0,3 милиона                                 |                                |
| 1983      | 3                            | –               | 1                         | 16                        | 6                         | 13                        | 34                        | 10                        | 4                         | 9                         | 18                        | –                         | 24                        | 2                         | –                         | 1,5 милиона                                 |                                |
| 1984      |                              | –               | 4                         | 10                        | 56                        | –                         | 22                        | 26                        | 12                        | 36                        | 23                        | –                         | –                         | 10                        | –                         | 1,4 милиона                                 |                                |
| 1984      | 3                            | –               | 1                         | 4                         | 14                        | 29                        | 16                        | –                         | 36                        | –                         | –                         | –                         | –                         | 19                        | –                         | 0,8 милиона                                 |                                |
| 1984      |                              | Like a Virgin   | –                         | 1                         | 1                         | 3                         | 1                         | 1                         | 1                         | 1                         | 4                         | 9                         | 8                         | 8                         | 4                         | –                                           | 4,0 милиона                    |
| 1985      |                              | Like a Virgin   | –                         | 1                         | 2                         | 2                         | 5                         | 5                         | 1                         | 4                         | 13                        | 15                        | 8                         | 47                        | 3                         | 14                                          | 1,6 милиона                    |
| 1985      |                              |                 | –                         | –                         | 1                         | 2                         | 6                         | 4                         | 1                         | 1                         | 26                        | 16                        | 23                        | 2                         | –                         | 36                                          | 2,3 милиона                    |
| 1985      | 4                            |                 | –                         | 1                         | 5                         | 5                         | 14                        | 19                        | 31                        | 1                         | 31                        | 17                        | –                         | –                         | –                         | –                                           | 2,1 милиона                    |
| 1985      | 4                            | (ван САД)       | –                         | 1                         | –                         | 1                         | 1                         | –                         | 1                         | 1                         | 3                         | 2                         | 6                         | 2                         | 1                         | 19                                          | 2,4 милиона                    |
| 1985      |                              |                 | –                         | 3                         | 5                         | 5                         | 6                         | 5                         | 6                         | 5                         | 20                        | 20                        | –                         | 18                        | 3                         | 10                                          | 1,2 милиона                    |
| 1985      | (поновни улазак)             |                 | –                         | –                         | –                         | 2                         | –                         | –                         | –                         | –                         | –                         | –                         | –                         | –                         | –                         | –                                           | 0,1 милиона                    |
| 1985      |                              |                 | –                         | –                         | –                         | 4                         | –                         | 10                        | 10                        | 10                        | 25                        | –                         | 33                        | 3                         | –                         | 23                                          | 0,6 милиона                    |
| 1985      |                              |                 | –                         | –                         | –                         | –                         | –                         | –                         | 2                         | –                         | –                         | –                         | –                         | –                         | –                         | –                                           | 0,1 милиона                    |
| 1986      | (поновни улазак)             |                 | –                         | –                         | –                         | 2                         | 21                        | –                         | –                         | –                         | –                         | –                         | –                         | –                         | –                         | –                                           | 0,1 милиона                    |
| 1986      |                              |                 | –                         | –                         | 1                         | 2                         | 1                         | 1                         | 1                         | 7                         | 12                        | 4                         | –                         | 6                         | 2                         | 3                                           | 1,7 милиона                    |
| 1986      |                              | –               | 4                         | 1                         | 1                         | 1                         | 1                         | 2                         | 1                         | 2                         | 2                         | 4                         | 3                         | 1                         | 2                         | 2,9 милиона                                 |                                |
| 1986      |                              | 1               | 6                         | 3                         | 1                         | 1                         | 2                         | 1                         | 5                         | 6                         | 6                         | 9                         | 6                         | 1                         | 2                         | 2,0 милиона                                 |                                |
| 1986      |                              | 1               | 1                         | 1                         | 4                         | 4                         | 4                         | 1                         | 16                        | 17                        | 11                        | 18                        | 24                        | 2                         | 9                         | 1,5 милиона                                 |                                |
| 1987      |                              | 1               | –                         | 4                         | 1                         | 1                         | 1                         | 5                         | 6                         | 1                         | 1                         | 1                         | 1                         | 2                         | 1                         | 2,9 милиона                                 |                                |
| 1987      |                              |                 | 1                         | 44                        | 1                         | 1                         | 2                         | 1                         | 1                         | 7                         | 2                         | 2                         | 4                         | 2                         | 1                         | 1                                           | 2,2 милиона                    |
| 1987      |                              | 2               | 1                         | 2                         | 4                         | 5                         | 2                         | 1                         | 7                         | 14                        | 9                         | 14                        | –                         | 2                         | –                         | 1,3 милиона                                 |                                |
| 1987      |                              | –               | –                         | –                         | 9                         | 17                        | –                         | 20                        | –                         | 34                        | 20                        | –                         | 23                        | 6                         | –                         | 0,5 милиона                                 |                                |
| 1988      | 5                            |                 | –                         | 1                         | –                         | –                         | –                         | –                         | 3                         | –                         | –                         | –                         | –                         | –                         | –                         | –                                           | 0,4 милиона                    |
| 1989      |                              |                 | –                         | 1                         | 1                         | 1                         | 1                         | 1                         | 1                         | 1                         | 2                         | 1                         | 2                         | 2                         | 1                         | 1                                           | 4,4 милиона                    |
| 1989      |                              | –               | 1                         | 2                         | 5                         | 1                         | 4                         | 2                         | 5                         | 3                         | 1                         | 5                         | –                         | 3                         | 2                         | 1,7 милиона                                 |                                |
| 1989      |                              | –               | –                         | 2                         | 3                         | 5                         | 11                        | 2                         | 4                         | 16                        | 10                        | 16                        | 21                        | 2                         | 7                         | 1,3 милиона                                 |                                |
| 1989      |                              | –               | –                         | 20                        | –                         | –                         | –                         | 12                        | 59                        | –                         | –                         | –                         | 26                        | –                         | –                         | 1,1 милиона                                 |                                |
| 1989      |                              | –               | –                         | –                         | 5                         | 9                         | –                         | –                         | 51                        | 19                        | 16                        | 21                        | –                         | 3                         | 5                         | 0,6 милиона                                 |                                |
| Година    | Наслов                       | АЛбум           | Највиша позиција на листи | Највиша позиција на листи | Највиша позиција на листи | Највиша позиција на листи | Највиша позиција на листи | Највиша позиција на листи | Највиша позиција на листи | Највиша позиција на листи | Највиша позиција на листи | Највиша позиција на листи | Највиша позиција на листи | Највиша позиција на листи | Највиша позиција на листи | Највиша позиција на листи                   | Продаја/Бодови                 |
| Година    | Наслов                       | АЛбум           |                           | Сједињене Америчке Државе | Сједињене Америчке Државе | Уједињено Краљевство      | Европска унија            | Канада                    | Јапан                     | Аустралија                | Њемачка                   | Швајцарска                | Аустрија                  | Француска                 | Република Ирска           | Пољска                                      | Продаја/Бодови                 |
| 1990      | 5a                           |                 | –                         | 1                         | 8                         | –                         | –                         | 22                        | 5                         | *                         | –                         | –                         | –                         | –                         | –                         | 29                                          | 1,0 милиона                    |
| 1990      |                              |                 | –                         | 1                         | 1                         | 1                         | 1                         | 1                         | 1                         | 1                         | 4                         | 2                         | 7                         | 9                         | 2                         | 1                                           | 6,0 милиона                    |
| 1990      |                              | –               | –                         | 10                        | 2                         | 4                         | 2                         | 17                        | 6                         | 21                        | 15                        | 20                        | –                         | 3                         | –                         | 1,2 милиона                                 |                                |
| 1990      |                              |                 | –                         | 1                         | 1                         | 2                         | 3                         | 2                         | 2                         | 4                         | 10                        | 3                         | 9                         | 17                        | 3                         | 4                                           | 3,1 милиона                    |
| 1991      |                              | –               | –                         | –                         | 2                         | –                         | –                         | –                         | –                         | –                         | –                         | –                         | –                         | 3                         | –                         | 0,1 милиона                                 |                                |
| 1991      |                              | –               | 6                         | 9                         | 3                         | 3                         | 4                         | 11                        | 15                        | 21                        | 11                        | –                         | 21                        | 3                         | 15                        | 1,2 милиона                                 |                                |
| 1991      | (реиздање) 6                 |                 | –                         | –                         | –                         | 5                         | –                         | –                         | –                         | –                         | –                         | –                         | –                         | 37                        | 3                         | –                                           | 0,1 милиона                    |
| 1992      |                              |                 | –                         | –                         | 1                         | 3                         | 2                         | 1                         | 1                         | 9                         | 6                         | 6                         | 11                        | 7                         | 2                         | 4                                           | 3,1 милиона                    |
| 1992      |                              |                 | –                         | 1                         | 3                         | 3                         | 1                         | 2                         | 2                         | 4                         | 13                        | 8                         | 15                        | 23                        | 4                         | 19                                          | 1,4 милиона                    |
| 1992      |                              | –               | 1                         | 7                         | 6                         | 9                         | 1                         | 3                         | 11                        | 26                        | 23                        | 30                        | 17                        | 7                         | 22                        | 1,0 милиона                                 |                                |
| 1993      |                              | –               | –                         | 36                        | 10                        | 26                        | 5                         | 11                        | 32                        | 47                        | 25                        | –                         | 44                        | 20                        | 7                         | 0,7 милиона                                 |                                |
| 1993      |                              | –               | 1                         | –                         | 6                         | 26                        | –                         | 7                         | 51                        | –                         | –                         | –                         | –                         | 6                         | –                         | 0,5 милиона                                 |                                |
| 1993      |                              | –               | –                         | 14                        | 7                         | 15                        | 1                         | 2                         | 5                         | 26                        | 32                        | 24                        | –                         | 7                         | 11                        | 1,0 милиона                                 |                                |
| 1993      |                              | –               | –                         | –                         | –                         | –                         | –                         | 15                        | 15                        | –                         | 28                        | –                         | –                         | –                         | –                         | 0,4 милиона                                 |                                |
| 1994      |                              |                 | –                         | –                         | 2                         | 7                         | 15                        | 13                        | 1                         | 7                         | 49                        | 17                        | –                         | 40                        | 10                        | 6                                           | 1,8 милиона                    |
| 1994      |                              |                 | –                         | 1                         | 3                         | 5                         | 4                         | 1                         | 2                         | 5                         | 29                        | 1                         | 11                        | 2                         | 16                        | 2                                           | 1,9 милиона                    |
| 1994      |                              | –               | –                         | 1                         | 16                        | 15                        | 1                         | 1                         | 15                        | 18                        | 8                         | 22                        | 25                        | 17                        | 1                         | 1,5 милиона                                 |                                |
| 1995      |                              | –               | 1                         | 42                        | 4                         | 21                        | 17                        | 14                        | 5                         | –                         | –                         | –                         | 82                        | 19                        | 12                        | 1,0 милиона                                 |                                |
| 1995      |                              | –               | 2                         | 46                        | 8                         | 16                        | 9                         | 10                        | 17                        | 50                        | 17                        | –                         | –                         | 21                        | 19                        | 0,8 милиона                                 |                                |
| 1995      |                              |                 | 4                         | –                         | 6                         | 5                         | 8                         | 17                        | 1                         | 9                         | 15                        | 8                         | 5                         | 24                        | 13                        | 1                                           | 1,6 милиона                    |
| 1995      | (реиздање)                   | –               | –                         | –                         | 16                        | 62                        | –                         | –                         | –                         | –                         | –                         | –                         | 26                        | 25                        | –                         | 0,1 милиона                                 |                                |
| 1996      |                              | –               | –                         | –                         | 11                        | 50                        | –                         | –                         | 35                        | –                         | –                         | –                         | –                         | –                         | 12                        | 0,2 mилиона                                 |                                |
| 1996      |                              | –               | 16                        | 78                        | –                         | –                         | 31                        | –                         | 27                        | –                         | –                         | –                         | 48                        | –                         | 9                         | 0,4 mилиона                                 |                                |
| 1996      |                              |                 | –                         | –                         | 18                        | 10                        | 29                        | 2                         | 17                        | 11                        | 78                        | 43                        | –                         | 41                        | 21                        | 5                                           | 1,1 mилиона                    |
| 1996      |                              | 3               | 1                         | 8                         | 3                         | 1                         | 1                         | 1                         | 9                         | 3                         | 4                         | 3                         | 1                         | 8                         | 3                         | 2,1 милиона                                 |                                |
| 1997      |                              | –               | –                         | –                         | 7                         | 61                        | –                         | –                         | –                         | –                         | –                         | –                         | –                         | 23                        | 46                        | 0,2 милиона                                 |                                |
| 1997      |                              | –               | 3                         | –                         | –                         | –                         | –                         | –                         | –                         | –                         | –                         | –                         | –                         | –                         | –                         | промо                                       |                                |
| 1998      |                              |                 | 2                         | 1                         | 2                         | 1                         | 2                         | 2                         | 1                         | 5                         | 2                         | 2                         | 2                         | 2                         | 4                         | 1                                           | 3,0 милиона                    |
| 1998      |                              | 2               | 1                         | 5                         | 2                         | 9                         | 7                         | 5                         | 6                         | 28                        | 32                        | 31                        | 18                        | 16                        | 4                         | 1,7 милиона                                 |                                |
| 1998      |                              | –               | –                         | –                         | 10                        | 22                        | 18                        | –                         | 16                        | 39                        | 31                        | 34                        | 42                        | –                         | 7                         | 0,7 милиона                                 |                                |
| 1998      |                              | 2               | –                         | 11                        | 6                         | 2                         | 6                         | –                         | 33                        | 4                         | 8                         | 4                         | 21                        | 23                        | 2                         | 3,1 милиона                                 |                                |
| 1998      |                              | –               | –                         | –                         | –                         | –                         | –                         | –                         | –                         | –                         | –                         | –                         | –                         | –                         | –                         | промо                                       |                                |
| 1999      |                              | 6               | 1                         | 93                        | 7                         | 16                        | 6                         | 25                        | 15                        | 38                        | 26                        | 29                        | 48                        | 28                        | 8                         | 2,0 милиона                                 |                                |
| 1999      | 7                            |                 | 4                         | 1                         | 19                        | 2                         | 2                         | 4                         | 5                         | 6                         | 13                        | 8                         | 14                        | 17                        | 3                         | 1                                           | 4,5 милиона                    |
| Година    | Наслов                       | Албум           | Највиша позиција на листи | Највиша позиција на листи | Највиша позиција на листи | Највиша позиција на листи | Највиша позиција на листи | Највиша позиција на листи | Највиша позиција на листи | Највиша позиција на листи | Највиша позиција на листи | Највиша позиција на листи | Највиша позиција на листи | Највиша позиција на листи | Највиша позиција на листи | Највиша позиција на листи                   | Продаја/Бодови                 |
| Година    | Наслов                       | Албум           |                           | Сједињене Америчке Државе | Сједињене Америчке Државе | Уједињено Краљевство      | Европска унија            | Канада                    | Јапан                     | Аустралија                | Њемачка                   | Швајцарска                | Аустрија                  | Француска                 | Република Ирска           | Пољска                                      | Продаја/Бодови                 |
| 2000      | 7                            |                 | 1                         | 1                         | 29                        | 1                         | 1                         | 1                         | 2                         | 1                         | 1                         | 1                         | 3                         | 8                         | 2                         | 2                                           | 5,7 милиона бодова             |
| 2000      | 7                            | (ван САД)       | 1                         | 1                         | 29                        | 1                         | 1                         | 1                         | 2                         | 1                         | 1                         | 1                         | 3                         | 8                         | 2                         | 2                                           | 5,7 милиона бодова             |
| 2000      |                              |                 | 1                         | 1                         | 1                         | 1                         | 1                         | 1                         | 1                         | 1                         | 2                         | 1                         | 5                         | 8                         | 7                         | 4                                           | 7,4 милиона бодова             |
| 2000      |                              | 1               | 1                         | 4                         | 4                         | 2                         | 1                         | 11                        | 7                         | 22                        | 10                        | 12                        | 16                        | 15                        | 24                        | 4,9 милиона                                 |                                |
| 2001      |                              | 3               | 1                         | 23                        | 7                         | 8                         | 2                         | 22                        | 6                         | 16                        | 11                        | 26                        | 40                        | 18                        | 31                        | 2,7 милиона                                 |                                |
| 2001      |                              | –               | 1                         | –                         | –                         | –                         | –                         | –                         | –                         | –                         | –                         | –                         | –                         | –                         | –                         | промо                                       |                                |
| 2002      |                              |                 | 1                         | 1                         | 8                         | 3                         | 3                         | 1                         | 6                         | 5                         | 4                         | 4                         | 2                         | 15                        | 9                         | 3                                           | 3,2 милиона                    |
| 2003      |                              |                 | 1                         | 1                         | 37                        | 2                         | 2                         | 1                         | 1                         | 7                         | 10                        | 1                         | 7                         | 10                        | 7                         | 10                                          | 2,8 милиона                    |
| 2003      | 8                            | 3               | 1                         | 103                       | 2                         | 3                         | 5                         | 31                        | 16                        | 21                        | 15                        | 34                        | 22                        | 10                        | 23                        | 2,7 милиона                                 |                                |
| 2003      | 9                            |                 | 1                         | 1                         | 35                        | 2                         | 1                         | 2                         | 1                         | 1                         | 5                         | 4                         | 12                        | 11                        | 1                         | –                                           | 5,3 милиона                    |
| 2003      | 8 10                         |                 | –                         | 4                         | –                         | –                         | –                         | –                         | –                         | 49                        | –                         | –                         | –                         | –                         | –                         | –                                           | промо                          |
| 2003      | 10                           | 21              | 1                         | 101                       | –                         | 42                        | 7                         | –                         | –                         | 36                        | 41                        | 51                        | 34                        | –                         | 39                        | 0,5 милиона                                 |                                |
| 2003 2004 | 8 10                         | 24              | 1                         | 106                       | 11                        | 41                        | 5                         | –                         | 25                        | –                         | 31                        | –                         | 25                        | 22                        | 37                        | 0,5 милиона                                 |                                |
| 2005      |                              |                 | –                         | –                         | –                         | –                         | –                         | –                         | –                         | –                         | –                         | –                         | –                         | –                         | –                         | –                                           | charity download               |
| 2005      |                              |                 | –                         | 9                         | –                         | –                         | –                         | –                         | –                         | –                         | –                         | –                         | –                         | –                         | –                         | –                                           | промо                          |
| 2005      | 11                           |                 | 1                         | 1                         | 7                         | 1                         | 1                         | 1                         | 1                         | 1                         | 1                         | 1                         | 1                         | 1                         | 2                         | 4                                           | 8,7 милиона бодова             |
| 2006      |                              | 1               | 1                         | 58                        | 1                         | 1                         | 53                        | 1                         | 4                         | 5                         | 4                         | 8                         | 5                         | 5                         | 1                         | 5,2 милиона бодова                          |                                |
| 2006      | 12                           | 13              | 1                         | 106                       | 7                         | 7                         | 4                         | 59                        | 13                        | 28                        | 24                        | 35                        | 26                        | 17                        | 9                         | 2,6 милиона                                 |                                |
| 2006      | 12                           | 11              | 1                         | 105                       | 9                         | 8                         | 7                         | –                         | 29                        | 23                        | 21                        | 20                        | –                         | 19                        | 27                        | 2,7 милиона                                 |                                |
| 2007      | Future Lovers/I Feel Love 13 |                 | –                         | –                         | –                         | –                         | –                         | –                         | –                         | –                         | –                         | –                         | –                         | –                         | –                         | –                                           | промо                          |
| 2007      | 13                           | –               | –                         | –                         | –                         | –                         | –                         | –                         | –                         | –                         | –                         | –                         | –                         | –                         | 38                        |                                             | промо                          |
| 2007      |                              | дигитални сингл | –                         | –                         | –                         | 187                       | –                         | 57                        | –                         | –                         | –                         | 55                        | –                         | –                         | –                         | 45                                          | добротворни даунлоуд           |
| 2008      |                              |                 | –                         | 1                         | 3                         | 1                         | 1                         | 1                         | 3                         | 1                         | 1                         | 1                         | 2                         | 2                         | 1                         | 3                                           | добротворни даунлоуд, ЦД сингл |
| 2008      |                              | –               | –                         | 57                        | 7                         | 2                         | 8                         | –                         | 23                        | 8                         | 4                         | 10                        | 5                         | 10                        | 4                         | добротворни даунлоуд, ЦД сингл, макси сингл |                                |
| 2008      |                              | –               | –                         | –                         | 39                        | 23                        | 23                        | 7                         | –                         | 11                        | 32                        | 21                        | 54                        | –                         | –                         | добротворни даунлоуд, ЦД сингл              |                                |
| 2009      |                              |                 | –                         | 1                         | 71                        | 3                         | 1                         | 5                         | 6                         | 40                        | 5                         | 4                         | 8                         | 2                         | 10                        | –                                           | добротворни даунлоуд, ЦД сингл |
| 2009      |                              | –               | –                         | –                         | –                         | 51                        | 47                        | –                         | –                         | –                         | –                         | –                         | 25                        | 41                        | –                         | добротворни даунлоуд, ЦД сингл              |                                |
| Година    | Наслов                       | Албум           | Највиша позиција на листи | Највиша позиција на листи | Највиша позиција на листи | Највиша позиција на листи | Највиша позиција на листи | Највиша позиција на листи | Највиша позиција на листи | Највиша позиција на листи | Највиша позиција на листи | Највиша позиција на листи | Највиша позиција на листи | Највиша позиција на листи | Највиша позиција на листи | Највиша позиција на листи                   | Продаја/Бодови                 |
| Година    | Наслов                       | Албум           |                           | Сједињене Америчке Државе | Сједињене Америчке Државе | Уједињено Краљевство      | Европска унија            | Канада                    | Јапан                     | Аустралија                | Њемачка                   | Швајцарска                | Аустрија                  | Француска                 | Република Ирска           | Пољска                                      | Продаја/Бодови                 |
| 2012      |                              |                 | –                         | 1                         | 10                        | 37                        | –                         | 1                         | 3                         | 25                        | 8                         | 6                         | 11                        | 3                         | 11                        | –                                           | добротворни даунлоуд, ЦД сингл |
| 2012      |                              | –               | 1                         | –                         | 73                        | –                         | 42                        | 17                        | –                         | –                         | 29                        | 62                        | 13                        | 93                        | –                         | добротворни даунлоуд, ЦД сингл              |                                |
| 2015      |                              |                 | –                         | 1                         | –                         | 26                        | –                         | 92                        | 11                        | –                         | 40                        | 49                        | –                         | 50                        | 79                        | –                                           | добротворни даунлоуд, ЦД сингл |
| 2015      |                              | –               | 1                         | –                         | –                         | –                         | 40                        | –                         | –                         | 34                        | 39                        | –                         | 52                        | –                         | –                         | добротворни даунлоуд                        |                                |
| 2015      |                              | –               | 1                         | 84                        | –                         | –                         | 58                        | –                         | –                         | –                         | –                         | –                         | 90                        | –                         | –                         | добротворни даунлоуд                        |                                |
| 2019      |                              |                 | –                         | 1                         | –                         | 87                        | –                         | 37                        | 17                        | –                         | -                         | 69                        | –                         | -                         | 37                        | –                                           | добротворни даунлоуд, ЦД сингл |
| 2019      |                              | –               | -                         | –                         | –                         | –                         | -                         | –                         | –                         | -                         | -                         | –                         | -                         | –                         | –                         | добротворни даунлоуд                        |                                |
|           |                              | Хитова #1       | 12                        | 39                        | 12                        | 12                        | 16                        | 19                        | 22                        | 10                        | 3                         | 8                         | 10                        | 3                         | 7                         | 9                                           |                                |
|           |                              | Топ 10 хитова   | 21                        | 49                        | 36                        | 60                        | 41                        | 44                        | 44                        | 39                        | 22                        | 30                        | 21                        | 18                        | 43                        | 38                                          |                                |

Мадона је продала више од 110 милиона синглова широв света.
Напомена: Бодови се рачунају као комбинација продаје, пуштања на радију и дигиталне продаје. Пуштање чини 49%, комбиноване продаје 49% и гласови 2%, што објављује 
Футноте:
1Everybody није ушао на Billboard Hot 100, али је био #7 на Bubbling Under Hot 100 Singles.
2 је на Hot Dance Music/Club Play листу ушао као дупли сингл, заједно са Б-страном Physical Attraction.
3Holiday и Lucky Star су заједно били на Hot Dance Music/Club листи као дупли хит. Такође, Lucky Star је ушао на UK Top 75 singles листу као #171 у септембру 1983.
4 се појавио само као Б-страна сингла Angel у САД. То га је у то време спречавало да уђе на Hot 100 листу. Ипак, Variety Bestselling Singles Sales га је означила као #1 током 6 недеља, док је Angel означен као посебан сингл.
5You Can Dance макси винил ди-џеј сет је на Billboard Hot Dance Music/Club Play листи био означен као LP cuts.
5а је издат као дупла А-страна заједно са Vogue у Аустралији.
6Укључујући и The Holiday Collection.
7Није комерцијално издат у САД.
8Hollywood, Love Profusion и Nothing Fails нису ули на Billboard Hot 100 листу, али су се нашли на Bubbling Under Hot 100 Singles као #3. #6 и #10 респективно.
9Бритни Спирс и Мадона
10Love Profusion је првобитно био издат само у Аустрији, Италији и УК 21. новембра 2003. Касније је издат и у Северној Америци и Француској 16. марта 2004.
11Hung Up се нашао на месту #1 у следећим државама: Аустралија, Аустрија, Белгија, Бразил, Бугарска, Канада, Чиле, Колумбија, Данска, Естонија, Фарска Острва, Финска, Француска. Немачка, Хондурас, Мађарска, Индонезија, Ирак, Ирска, Израел, Италија, Јапан, Летонија, Либан, Литванија, Луксембург, Малта, Македонија, Мексико, Холандија, Норвешка, Филипини, Пољска, Португал, Румунија, Србија, Словенија, Шпанија, Шведска, Швајцарска, Турска, Украјина и Уједињено Краљевство - укупно 43 државе, што представља рекорд.
12 и Jump нису ушли на Billboard Hot 100 листу, али су ушли на Bubbling Under Hot 100 Singles као #6 и #5 респективно.
12Промотивни радијски синглови албума .

### Сертификације синглова
| - Са албума сертификација: Златни (400.000) сертификација: Златни (500.000) - Са албума сертификација: Златни (500.000) сертификација (12"): Златни (500.000) сертификација: Сребрни (250.000) - Са албума сертификација: Златни (500.000) сертификација: Сребрни (250.000) - Са албум сертификација: Сребрни (200.000) сертификација: Сребрни (250.000) сертификација: Сребрни (200.000) сертификација: Златни (500.000) сертификација: Платинаст (70.000) сертификација: Сребрни (200.000) сертификација: Сребрни (250.000) сертификација: Златни (500.000) сертификација: Сребрни (250.000) сертификација: Златни (500.000) сертификација: Златни (300.000) сертификација: Сребрни (250.000) - Са албума сертификација: Златни (500.000) сертификација: Сребрни (250.000) сертификација: Златни (500.000) - Са албума сертификација: Сребрни (200.000) сертификација: Златни (300.000) сертификација: Златни (25 000) сертификација: Златни (400.000) сертификација: Платинасти (1.000.000) сертификација: Сребрни (200.000) сертификација: Златни (500.000) сертификација: Сребрни (200.000) - Са албума сертификација: Сребрни (200.000) сертификација: Златни (400.000) сертификација: 2× Платинасти (2.000.000) сертификација: Сребрни (200.000) сертификација: Златни (500.000) - Са албума сертификација: Сребрни (200.000) сертификација: Платинасти (1.000.000) сертификација: Златни (500.000) сертификација: Сребрни (200.000) - Са албума сертификација: Сребрни (200.000) сертификација: Златни (500.000) - Са албума сертификација: Златни (500.000) | - Са албума Са почашћу сертификација: Златни (500.000) - Са албума сертификација: Сребрни (125 000) сертификација: Златни (500.000) - Са албума сертификација: Златни (500.000) - Са албума сертификација: Златни (500.000) сертификација: Златни (35 000) сертификација: Златни (250.000) сертификација: Златни (150.000) сертификација: Златни (25 000) сертификација: Сребрни (200.000) - Са албума сертификација: Златни (35 000) сертификација: Златни (15 000) сертификација: Златни (35 000) сертификација: Златни (250.000) сертификација: Платинасти (300.000) сертификација: Платинасти (20.000) сертификација: Златни (25 000) сертификација: Златни (400.000) сертификација: Златни (500.000) сертификација: Златни (35 000) сертификација: Сребрни (200.000) сертификација: Златни (500.000) сертификација: Сребрни (200.000) сертификација: Златни (15 000) сертификација: Златни (150.000) - Са албума Шпијун који ме је креснуо сертификација: Златни (35 000) сертификација: Сребрни (125 000) сертификација: Златни (400.000) - Са албума сертификација: Златни (35 000) сертификација: Златни (15 000) сертификација: Сребрни (125 000) сертификација: Златни (150.000) сертификација: Платинасти (20.000) сертификација: Златни (25 000) сертификација: Златни (400.000) сертификација: 2× Платинасти (140.000) сертификација: Златни (250.000) сертификација: Златни (150.000) сертификација: Платинасти (20.000) сертификација: Златни (25 000) сертификација: Златни (400.000) сертификација: Платинасти (1.000.000) сертификација: Платинасти (70.000) сертификација: Сребрни (125 000) сертификација: Златни (500.000) сертификација: Златни (35 000) - Са албума сертификација: Златни (35 000) сертификација: Сребрни (125 000) сертификација: Златни (35 000) сертификација: Сребрни (125 000) - Са албума сертификација: Платинасти (70.000) сертификација: Златни (20.000) сертификација: 3× Златни (450.000) сертификација: Златни (100.000) сертификација: Платинасти (400.000) сертификација: 2× Платинасти (40.000); дигитални даунлоуд - 120.000 сертификација: Златни (400.000+) сертификација: Златни (800.000+) |

## Почетак каријере
Ниједан од ових албума није званично Мадонин, стога не утичу на њене податке о продаји.
- 1989: : стари демо снимци.
- 1989: : садржи продужене верзије песама са Give It to Me....
- 1993: : Мадона & Ото Вон Верер.
- 1997: : стари материјал/старе верзије песама.
- 1998: : исте песма као и Pre-Madonna осим једне верзије.

## Б-стране и доприноси на компилацијама
- , појављује се на A Very Special Christmas.
- се појављује на компилацији Revenge of the Killer B's Volume 2 и као Б-страна синглова Papa Don't Preach и True Blue.
- појављује се као Б-страна сингла
- се појављује на компилацији .
- (алтернативна верзија песмеErotica) која се добијала уз SEX књигу.
- се појављује на компилацији .
- (даб микс Goodbye to Innocence) појављује се као Б-страна сингла .
- се појављује на MTV Party to Go Volume 3.
- се појављује као Б-страна сингла .
- се појављује на компилацији .
- се појављује као Б-страна за Ray of Light и на јапанском издању албума .
- са појављује на албуму E=VC2 Vol. 2 Виктора Калдеронеа.
- је кантри песма са Drowned World турнеје.
- је никад издат демо, осим преко фан клуба .
- са појављује као Б-страна на сингловима Music и Don't Tell Me, и на јапанском и аустралијском издаљу албума .
- се појављује на
- се појављује на албуму  Питера Раухофера.
- се појављује на албуму  Питера Раухофера.
- се појављује на албуму  Питера Раухофера.
- се појављује на компилацијском албуму Трејси Јанг, Danceculture.
- се појављује као Б-страна сингла .
- је никад издат демо, осим преко фан клуба .
- је био доступан као добротворни даунлоуд сингл са Live Earth концерата.[22]